# Општина Теапа (Табаско)
Теапа (шп. Teapa) општина је у Мексику у савезној држави Табаско. Општина се налази на надморској висини од 37 м.

## Становништво
Према подацима из 2010. у општини је живело 53555 становника.

### Хронологија
| Година       | 2000                  | 2005                  | 2010                  |
| ------------ | --------------------- | --------------------- | --------------------- |
| Становништво | 45834 (22840 / 22994) | 49262 (24310 / 24952) | 53555 (26314 / 27241) |

### Попис
| \| \| м \| \| \| ж \| \| 0—2 \| 1.538 \| \| \| 1.505 \| \| 3—5 \| 1.596 \| \| \| 1.571 \| \| 6—11 \| 3.352 \| \| \| 3.228 \| \| 12—14 \| 1.517 \| \| \| 1.579 \| \| 15—17 \| 1.708 \| \| \| 1.690 \| \| 18—24 \| 3.439 \| \| \| 3.592 \| \| 60+ \| 2.158 \| \| \| 2.120 \| \| Просек : \| 28,4 \| \| \| 28,9 \| |       |  |  |       |
| |       |  |  |       |
| | м     |  |  | ж     |
| 0—2 | 1.538 |  |  | 1.505 |
| 3—5 | 1.596 |  |  | 1.571 |
| 6—11 | 3.352 |  |  | 3.228 |
| 12—14 | 1.517 |  |  | 1.579 |
| 15—17 | 1.708 |  |  | 1.690 |
| 18—24 | 3.439 |  |  | 3.592 |
| 60+ | 2.158 |  |  | 2.120 |
| Просек : | 28,4  |  |  | 28,9  |

| #   | Индикатор                                                                                        | Вредност |
| --- | ------------------------------------------------------------------------------------------------ | -------- |
| 1   | Становништво од 0 до 2 године                                                                    | 3043     |
| 2   | Мушко становништво од 0 до 2 године                                                              | 1538     |
| 3   | Женско становништво од 0 до 2 године                                                             | 1505     |
| 4   | Становништво са 3 и више година                                                                  | 50171    |
| 5   | Мушко становништво са 3 и више година                                                            | 24603    |
| 6   | Женско становништво са 3 и више година                                                           | 25568    |
| 7   | Становништво са 5 и више година                                                                  | 48045    |
| 8   | Мушко становништво са 5 и више година                                                            | 23525    |
| 9   | Женско становништво са 5 и више година                                                           | 24520    |
| 10  | Становништво са 12 и више година                                                                 | 40424    |
| 11  | Мушко становништво са 12 и више година                                                           | 19655    |
| 12  | Женско становништво са 12 и више година                                                          | 20769    |
| 13  | Становништво са 15 и више година                                                                 | 37328    |
| 14  | Мушко становништво са 15 и више година                                                           | 18138    |
| 15  | Женско становништво са 15 и више година                                                          | 19190    |
| 16  | Становништво са 18 и више година                                                                 | 33930    |
| 17  | Мушко становништво са 18 и више година                                                           | 16430    |
| 18  | Женско становништво са 18 и више година                                                          | 17500    |
| 19  | Становништво од 3 до 5 година                                                                    | 3167     |
| 20  | Мушко становништво од 3 до 5 година                                                              | 1596     |
| 21  | Женско становништво од 3 до 5 година                                                             | 1571     |
| 22  | Становништво од 6 до 11 година                                                                   | 6580     |
| 23  | Мушко становништво од 6 до 11 година                                                             | 3352     |
| 24  | Женско становништво од 6 до 11 година                                                            | 3228     |
| 25  | Становништво од 8 до 14 година                                                                   | 7499     |
| 26  | Мушко становништво од 8 до 14 година                                                             | 3748     |
| 27  | Женско становништво од 8 до 14 година                                                            | 3751     |
| 28  | Становништво од 12 до 14 година                                                                  | 3096     |
| 29  | Мушко становништво од 12 до 14 година                                                            | 1517     |
| 30  | Женско становништво од 12 до 14 година                                                           | 1579     |
| 31  | Становништво од 15 до 17 година                                                                  | 3398     |
| 32  | Мушко становништво од 15 до 17 година                                                            | 1708     |
| 33  | Женско становништво од 15 до 17 година                                                           | 1690     |
| 34  | Становништво од 18 до 24 године                                                                  | 7031     |
| 35  | Мушко становништво од 18 до 24 године                                                            | 3439     |
| 36  | Женско становништво од 18 до 24 године                                                           | 3592     |
| 37  | Женско становништво од 15 до 49 година                                                           | 15034    |
| 38  | Становништво са 60 и више година                                                                 | 4278     |
| 39  | Мушко становништво са 60 и више година                                                           | 2158     |
| 40  | Женско становништво са 60 и више година                                                          | 2120     |
| 41  | Однос између мушкараца и жена                                                                    | 96.6     |
| 42  | Становништво од нуле до 14 година                                                                | 15886    |
| 43  | Становништво од 15 до 64 године                                                                  | 34409    |
| 44  | Становништво од 65 година и више                                                                 | 2919     |
| 45  | Просечан број деце                                                                               | 2.37     |
| 46  | Становништво рођено у ентитету                                                                   | 45423    |
| 47  | Мушко становништво рођено у ентитету                                                             | 22178    |
| 48  | Женско становништво рођено у ентитету                                                            | 23245    |
| 49  | Становништво рођено у другом ентитету                                                            | 7582     |
| 50  | Мушко становништво рођено у другом ентитету                                                      | 3849     |
| 51  | Женско становништво рођено у другом ентитету                                                     | 3733     |
| 52  | Становништво од 5 година и више резидентно у ентитету у јуну 2005. године                        | 46491    |
| 53  | Мушко становништво старосног доба од 5 година и више, резидентно у ентитету у јуну 2005. године  | 22727    |
| 54  | Женско становништво старосног доба од 5 и више година, резидентно у ентитету у јуну 2005. године | 23764    |
| 55  | Становништво од 5 година и више које је живело у другом ентитету у јуну 2005. године             | 1195     |
| 56  | Мушко становништво старије од 5 година које је живело у другом ентитету у јуну 2005. године      | 622      |
| 57  | Женско становништво старије од 5 година које је живело у другом ентитету у јуну 2005. године     | 573      |
| 58  | Становништво од 3 године и више које говори аутохтони језик                                      | 322      |
| 59  | Мушко становништво старо 3 године и више које говори аутохтони језик                             | 193      |
| 60  | Женско становништво старо 3 године и више које говори аутохтони језик                            | 129      |
| 61  | Становништво од 3 године и више које говори аутохтони језик и не говори шпански језик            | 3        |
| 62  | Мушко становништво старо 3 године и више које говори аутохтони језик и не говори шпански         | 2        |
| 63  | Женско становништво старо 3 године и више које говори аутохтони језик и не говори шпански језик  | 1        |
| 64  | Становништво старо 3 године и више које говори аутохтони језик и шпански                         | 274      |
| 65  | Мушко становништво старо 3 године и више које говори аутохтони језик и шпански                   | 170      |
| 66  | Женско становништво старо 3 године и више које говори аутохтони језик и шпански                  | 104      |
| 67  | Становништво од 5 година и више које говори аутохтони језик                                      | 317      |
| 68  | Становништво од 5 година и више које говори аутохтони језик и не говори шпански језик            | 2        |
| 69  | Становништво од 5 година и више које говори аутохтони језик и говори шпански језик               | 271      |
| 70  | Становништво у домородачким домаћинствима                                                        | 814      |
| 71  | Становништво са ограничењима у активностима                                                      | 2514     |
| 72  | Становништво са ограниченим ходањем или кретањем, горе или доле                                  | 1333     |
| 73  | Становници са ограничењима вида, чак и уз кориштење сочива                                       | 718      |
| 74  | Становништво са ограничењима говора, комуникације или конверзације                               | 218      |
| 75  | Становништво са ограниченим слухом                                                               | 210      |
| 76  | Становништво са ограничењима при одевању, купању или јелу                                        | 88       |
| 77  | Становништво са ограничењима у опажању или учењу једноставних ствари                             | 49       |
| 78  | Становништво са менталним ограничењима                                                           | 255      |
| 79  | Становништво без ограничења активности                                                           | 50199    |
| 80  | Становништво од 3 до 5 година које не похађа школу                                               | 1120     |
| 81  | Мушко становништво од 3 до 5 година које не похађа школу                                         | 587      |
| 82  | Женско становништво од 3 до 5 година које не похађа школу                                        | 533      |
| 83  | Становништво од 6 до 11 година које не похађа школу                                              | 422      |
| 84  | Мушко становништво од 6 до 11 година које не похађа школу                                        | 243      |
| 85  | Женско становништво од 6 до 11 година које не похађа школу                                       | 179      |
| 86  | Становништво од 12 до 14 година које не похађа школу                                             | 456      |
| 87  | Мушко становништво од 12 до 14 година које не похађа школу                                       | 225      |
| 88  | Женско становништво од 12 до 14 година које не похађа школу                                      | 231      |
| 89  | Становништво од 15 до 17 година похађа школу                                                     | 2058     |
| 90  | Мушко становништво од 15 до 17 година похађа школу                                               | 1031     |
| 91  | Женско становништво између 15 и 17 година живота у школи                                         | 1027     |
| 92  | Становништво од 18 до 24 године похађа школу                                                     | 1652     |
| 93  | Мушко становништво од 18 до 24 године похађа школу                                               | 830      |
| 94  | Женско становништво од 18 до 24 године похађа школу                                              | 822      |
| 95  | Становништво од 8 до 14 година које не може да чита и пише                                       | 500      |
| 96  | Мушко становништво старосног доба од 8 до 14 година које не може да чита и пише                  | 262      |
| 97  | Женско становништво старосног доби од 8 до 14 година које не може да чита и пише                 | 238      |
| 98  | Становништво од 15 година и више које је неписмено                                               | 4377     |
| 99  | Мушко становништво од 15 година и више које је неписмено                                         | 1767     |
| 100 | Женско становништво од 15 година и више које је неписмено                                        | 2610     |
| 101 | Становништво старо 15 и више година без школовања                                                | 4451     |
| 102 | Мушко становништво старо 15 и више година без школовања                                          | 1881     |
| 103 | Женско становништво старо 15 и више година без школовања                                         | 2570     |
| 104 | Становништво старосног доба 15 и више година са непотпуним основним образовањем                  | 6633     |
| 105 | Мушко становништво старосног доба од 15 година и више са непотпуном основним образовањем         | 3222     |
| 106 | Женско становништво старосног доба 15 и више година са непотпуном основним образовањем           | 3411     |
| 107 | Становништво старо 15 и више година са комплетним основним образовањем                           | 5381     |
| 108 | Мушко становништво старо 15 година и више са комплетним основним образовањем                     | 2618     |
| 109 | Женско становништво старо 15 и више година са комплетним основним образовањем                    | 2763     |
| 110 | Становништво старосног доба 15 и више година са непотпуним средњим образовањем                   | 1734     |
| 111 | Мушко становништво старосног доба од 15 година и више са непотпуним средњим образовањем          | 926      |
| 112 | Женско становништво старосног доба од 15 година и више са непотпуним средњим образовањем         | 808      |
| 113 | Становништво старо 15 и више година са пуним секундарном образовањем                             | 8218     |
| 114 | Мушко становништво старосног доба од 15 година и више са пуним секундарном образовањем           | 3933     |
| 115 | Женско становништво старосног доба од 15 година и више са пуним секундарном образовањем          | 4285     |
| 116 | Становништво старије од 18 година са постосновним образовањем                                    | 9695     |
| 117 | Мушко становништво старије од 18 година са постосновним образовањем                              | 4989     |
| 118 | Женско становништво старије од 18 година са постосновним образовањем                             | 4706     |
| 119 | Просечна оцена школовања                                                                         | 7.56     |
| 120 | Просечан ниво образовања мушке популације                                                        | 7.78     |
| 121 | Просечан ниво образовања женског становништва                                                    | 7.36     |
| 122 | Економски активно становништво                                                                   | 21123    |
| 123 | Економски активна мушка популација                                                               | 15301    |
| 124 | Економски активна женска популација                                                              | 5822     |
| 125 | Становништво које није економски активно                                                         | 19035    |
| 126 | Мушко становништво које није економски активно                                                   | 4218     |
| 127 | Женско становништво које није економски активно                                                  | 14817    |
| 128 | Запослено становништво                                                                           | 20546    |
| 129 | Запослено мушко становништво                                                                     | 14864    |
| 130 | Запослено женско становништво                                                                    | 5682     |
| 131 | Незапослена популација                                                                           | 577      |
| 132 | Незапослена мушка популација                                                                     | 437      |
| 133 | Незапослена женска популација                                                                    | 140      |
| 134 | Становништво без права на здравствене услуге                                                     | 8562     |
| 135 | Становништво које има право на здравствене услуге                                                | 44554    |
| 136 | Становништво које има право на ИМСС                                                              | 6053     |
| 137 | Становништво које има право на социјално осигурање                                               | 2207     |
| 138 | Становништво које има право на државно социјално осигурање                                       | 961      |
| 139 | Становништво које има право на опште осигурање или здравствено осигурање за нову генерацију      | 33509    |
| 140 | Становништво које је било једном или није било у браку током 12 година и више                    | 13207    |
| 141 | Венчано или уједињено становништво од 12 година и више                                           | 22707    |
| 142 | Становништво које је било у браку или уједињено 12 година и више                                 | 4449     |
| 143 | Становништво са католичком религијом                                                             | 26884    |
| 144 | Протестанти, еванђелисти и библијски следбеници различити од еванђелиста                         | 14927    |
| 145 | Становништво са другим религијама различитим од претходних                                       | 5        |
| 146 | Становништво без религије                                                                        | 10914    |
| 147 | Укупно пописаних домаћинства                                                                     | 13290    |
| 148 | Пописна домаћинства на челу са мушкарцима                                                        | 10245    |
| 149 | Пописна домаћинства на челу са женама                                                            | 3045     |
| 150 | Становништво у пописним домаћинствима                                                            | 53153    |
| 151 | Становништво у пописним домаћинствима на челу са мушкарцима                                      | 42197    |
| 152 | Становништво у пописним домаћинствима на челу са женама                                          | 10956    |
| 153 | Укупно домаћинстава                                                                              | 15907    |
| 154 | Укупно насељених домаћинстава                                                                    | 13401    |
| 155 | Укупно приватних кућа                                                                            | 15796    |
| 156 | Насељени приватни домови                                                                         | 13290    |
| 157 | Укупно насељених приватних кућа                                                                  | 13399    |
| 158 | Ненасељене приватне куће                                                                         | 1715     |
| 159 | Појединачна домаћинства за привремену употребу                                                   | 791      |
| 160 | Становници у насељеним приватним кућама                                                          | 53153    |
| 161 | Насељеност станара у приватним становима                                                         | 4        |
| 162 | Просечно становника по соби у приватним насељеним домаћинствима                                  | 1.28     |
| 163 | Појединачна домаћинства са подовима од различитих материјала од земље                            | 12550    |
| 164 | Појединачна домаћинства у приземљу                                                               | 619      |
| 165 | Појединачна домаћинства са једном спаваћом собом                                                 | 6230     |
| 166 | Појединачна домаћинства са две спаваће собе и више                                               | 6996     |
| 167 | Појединачна домаћинства са једним собом                                                          | 1905     |
| 168 | Појединачна домаћинства са две собе                                                              | 2426     |
| 169 | Појединачна домаћинства са 3 собе и више                                                         | 8864     |
| 170 | Појединачна домаћинства која имају електрично светло                                             | 13053    |
| 171 | Појединачна домаћинства која немају електрично светло                                            | 196      |
| 172 | Појединачна домаћинства која имају водоводну воду у стамбеном простору                           | 9518     |
| 173 | Појединачна домаћинства која немају водоводну воду у стамбеном простору                          | 3722     |
| 174 | Појединачна домаћинства која имају тоалет                                                        | 12803    |
| 175 | Појединачна домаћинства која имају канализацију                                                  | 12826    |
| 176 | Појединачна домаћинства која немају канализацију                                                 | 389      |
| 177 | Појединачна домаћинства која имају електрично светло, довод воде из јавне мреже и канализацију   | 9294     |
| 178 | Појединачна домаћинства без икаквих услова                                                       | 544      |
| 179 | Појединачна домаћинства која имају радио                                                         | 8182     |
| 180 | Појединачна домаћинства која имају телевизор                                                     | 11863    |
| 181 | Појединачна домаћинства која имају фрижидер                                                      | 10530    |
| 182 | Појединачна домаћинства која имају машину за веш                                                 | 7936     |
| 183 | Појединачна домаћинства која имају аутомобил или комби                                           | 2563     |
| 184 | Појединачна домаћинства која имају рачунар                                                       | 2138     |
| 185 | Појединачна домаћинства која имају фиксну телефонску линију                                      | 1957     |
| 186 | Појединачна домаћинства која имају мобилни телефон                                               | 8125     |
| 187 | Појединачна домаћинства која имају приступ интернету                                             | 1005     |